# Khairpur
Khairpur (en urdu: خيرپور; en sindhi: خیرپور, khīr'pūr) es una ciudad de Pakistán en la provincia de Sindh, y fue capital del principado homónimo hasta la creación de Pakistán en 1947.

## Demografía
En el censo de 1998, la población de la ciudad de Khairpur era de 102 188 habitantes, con un aumentado de 61.447 respecto al censo de 1981. La ciudad tenía una población estimada de 127 857 en 2006. Es la 12.ª ciudad más grande en la provincia de Sindh.

## Administración
Tiene 8 talukas, 76 consejos de la unión, 11 ciudades, 6800 aldeas y una población total 1 546 587 (varón 810 448 y población femenina 736 139) según (censo) 1998.

## Educación
Tiene una universidad llamada Shah Abdul Latif University y también varios colegios:
- Mehran University College Of Engineering And Technology SZAB Campus Khairpur,
- Khairpur College of Agricultural Engineering and Technology (KCAET) at Khairpur,
- IBA Community College Khairpur ,
- LUMHS Khairpur Medical College.